# Smash Hits
Smash Hits (с англ. Горячие хиты) — компиляция песен The Jimi Hendrix Experience, альбом, выпущенный в 1968 году на лейбле MCA Records.

## Об альбоме
Диск занял 6-е место в американском чарте Billboard 200. Альбом достиг максимального уровня продаж в США и ему был присвоен мультиплатиновый статус от RIAA за тираж более 2 000 000 экземпляров в октябре 1986 года.
Было выпущено две версии этого альбома — английская и американская.

## Список композиций

### Британская версия (апрель 1968)
1. «Purple Haze» — 2:52
2. «Fire» — 2:45
3. «The Wind Cries Mary» — 3:20
4. «Can You See Me» — 2:33
5. «51st Anniversary» — 3:16
6. «Hey Joe» (Roberts) — 3:30
7. «Stone Free» — 3:36
8. «The Stars That Play With Laughing Sam’s Dice» — 4:21
9. «Manic Depression» — 3:42
10. «Highway Chile» — 3:32
11. «Burning of the Midnight Lamp» — 3:39
12. «Foxy Lady» — 3:18

### Американская версия (Июль 1969)
1. «Purple Haze» — 2:52
2. «Fire» — 2:45
3. «The Wind Cries Mary» — 3:20
4. «Can You See Me» — 2:33
5. «Hey Joe» (Roberts) — 3:30
6. «All Along the Watchtower» (Dylan) — 4:00
7. «Stone Free» — 3:36
8. «Crosstown Traffic» — 2:19
9. «Manic Depression» — 3:42
10. «Remember» — 2:48
11. «Red House» — 3:50
12. «Foxy Lady» — 3:19

## Состав
- Джими Хендрикс: гитара, вокал, клавесин (на «Burning of the Midnight Lamp»), kazoo.
- Ноэль Реддинг: бас-гитара, бэк-вокал.
- Митч Митчелл: ударные.
- Продюсеры: Джими Хендрикс, Чес Чендлер.
- Звукоинженеры: Эдди Крамер, Майк Росс, Дэйв Сидл.
- Художественный руководитель, фотография: Эд Трашер.
- Проект покрытия: Джефф Лев.